# Blommersia wittei
Blommersia wittei (Guibé, 1974) è una rana della famiglia Mantellidae, endemica del Madagascar.

## Distribuzione e habitat

Areale

La specie è abbastanza comune nel Madagascar nord-occidentale e nord-orientale, da Soalala a Sambava, dal livello del mare sino a 800 m di altitudine.